# Christmas (album, Michael Bublé)
Christmas je sedmé album kanadského zpěváka Michaela Bublého.

## Seznam písní
| Pořadí | Název                                        | Délka |
| ------ | -------------------------------------------- | ----- |
| 1.     | It’s Beginning To Look A Lot Like Christmas  |       |
| 2.     | Santa Claus Is Coming To Town                |       |
| 3.     | Jingle Bells (featuring The Puppini Sisters) |       |
| 4.     | White Christmas (duet s Shaniou Twain)       |       |
| 5.     | All I Want for Christmas Is You              |       |
| 6.     | Holly Jolly Christmas                        |       |
| 7.     | Santa Baby                                   |       |
| 8.     | Have Yourself A Merry Little Christmas       |       |
| 9.     | Christmas (Baby Please Come Home)            |       |
| 10.    | Silent Night                                 |       |
| 11.    | Blue Christmas                               |       |
| 12.    | Cold December Night                          |       |
| 13.    | I’ll Be Home For Christmas                   |       |
| 14.    | Ave Maria                                    |       |
| 15.    | Mis Deseos/Feliz Navidad (duet s Thalíou)    |       |